# Home (Секретное вторжение)
«Home» (с англ. — «Дом») — шестой и финальный эпизод американского сериала «Секретное вторжение», снятого на основе кроссовера Marvel Comics «Секретное вторжение». События эпизода происходят в медиафраншизе «Кинематографическая вселенная Marvel» и разделяют связь с фильмами франшизы. Срежиссирован Али Селимом по сценарию Кайла Брэдстрита и Брайана Такера.
Сэмюэл Л. Джексон повторил роль Ника Фьюри из предыдущих проектов киновселенной. Также снялись Кингсли Бен-Адир, Эмилия Кларк, Оливия Колман и Дон Чидл. Али Селим присоединился к созданию сериала к маю 2021 года и стал режиссёром всех эпизодов.
Эпизод «Дом» был выпущен на стриминговом сервисе Disney+ 26 июля 2023 года.

## Сюжет
Присцилла Фьюри приходит в свой дом, и ей звонит Ник Фьюри. Он прощатся с ней, и отправляется в Новый Скруллос. Приехав туда, он проходит мимо охраны и замечает, что все скруллы в Новом Скруллосе убиты. Зайдя в лабораторию, Фьюри встречает Гравика, который помогает ему не умереть от радиоактивного излучения. Фьюри рассказывает Гравику о том, как чувствовал себя во время исчезновения на 5 лет, тем временем Гравик обвиняет Фьюри в нынешней ситуации. Фьюри отдаёт ему сыворотку «Урожай» и в обмен на неё просит Гравика улететь с Земли и завоёвывать с помощью сыворотки другие планеты.
Тем временем в больнице скрулл Раава уговаривает президента США Ритсона нанести удар по Новому Скруллосу, показывая кадры дислокации русских танков на территориях Финляндии и Украины. Внезапно звонит агент MI6 Соня Фолсворт и приказывает Рааве эвакуировать президента, угрожая прибытием Фьюри. Найдя комнату, Соня наставляет на Рааву пистолет и выводит в коридор.
В лаборатории, Гравик использует сыворотку «Урожай» на себе и Нике. Гравик пытается убить Ника с помощью новоприобретённых способностей, однако Ник отражает удар, разрушая лабораторию. Оказывается, что Ником всё это время была Г’айа. В процессе битвы, Гравик использует способности Эбенового Зоба, Корга и Мерзости. Г’айа, используя способности Кэрол Дэнверс и Мантис, убивает Гравика и освобождает заключённых в лаборатории людей, в том числе настоящих полковника Роудса и агента Эверетта К. Росса.
В то же время в больницу к президенту приходит настоящий Ник Фьюри и вместе с Соней раскрывает Ритсону личность Раавы. Последняя пытается убить Фьюри, но Ник выхватывает пистолет у президента и убивает Рааву, раскрывая президенту её истинный облик. Ошарашенный президент отменяет удар по Новому Скруллосу, и готовит официальное выступление.
Президент Ритсон на весь мир раскрывает наличие среди населения инопланетян-метаморфов и объявляет охоту на скруллов, обещая найти каждого и уничтожить. Это приводит к массовому убийству по всему миру как скруллов, так и настоящих политиков и обычных людей. Ник Фьюри звонит президенту и обвиняет его в геноциде другой расы, и убийстве обычных невинных людей. Однако Ритсон отказывается завершать начатую войну против скруллов и приказывает Нику поскорее выслать скруллов с планеты для их же безопасности.
Тем временем Г’айа встречает Соню Фолсворт и последняя предлагает ей сотрудничество в регулировании ситуации в мире для благополучия обеих рас. Они находят тайник с множеством настоящих людей, понимая, что они освободили лишь часть от основного количества заменённых людей.
Сам Ник Фьюри приезжает в поле и готовится к отправке на космическую станцию «М.Е.Ч.», расположенную на орбите Земли. Приезжает Присцилла, и в результате обращения президента больше не желает, чтобы её так называли и снимает маскировку, открывая свой истинный облик. Фьюри просит Варру отправится с ним на мирные переговоры с империей Крии для обеспечения скруллов новым домом. Варра соглашается и они вместе отправляются в космос.

## Реакция
На сайте-агрегаторе рецензий Rotten Tomatoes эпизод был оценён крайне отрицательно: рейтинг составляет 7 % из 100.
Мэтт Пёрслоу из IGN дал финалу 7 баллов из 10 и посчитал, что несмотря на предыдущие эпизоды, которые его разочаровали, конец сериала «Секретное вторжение» вышел неплохим. Кирстен Говард из Den of Geek оценила эпизод в 1,5 звёзд из 5 и задалась вопросом, стала бы аудитория до конца смотреть сериал, если бы они не были заядлыми фанатами Marvel. Брэдли Рассел поставил серии 2 звезды из 5 и назвал «Секретное вторжение» одним из самых слабых проектов КВМ за последнее время. Джесси Хассенгер из Vulture оценил финал в 1 балл из 5, раскритиковав спецэффекты в битве Г’айи и Гравика.

## Комментарии
1. ↑  Принимающая облик полковника Джеймса Роудса.
2. ↑  Заменивший его скрулл погибает в эпизоде «Resurrection».
3. ↑  В том числе и мирных.